# Гифена
Гифена (лат. Hyphaene) — род растений семейства Пальмы, включающий 8 видов.

## Биологическое описание
Крупные пальмы, достигающие 5—7 (до 18) м высотой. Особенностью рода является дихотомическое ветвление стволов у большинства видов, что придает растениям характерный вид.
Листья вееровидные, серо-зелёные, 1,5—2 м в длину, включая черешок, покрытый острыми, загнутыми назад колючками; основания листочков асимметричны. 
Растения двудомны. Цветки мужских деревьев короткоживущие, собраны в довольно короткие соцветия у основания листьев; чашечка трёхдольная, лепестки яйцевидные, вогнутые, часто сросшиеся у основания с формированием короткой трубки; тычинок 6. Женские соцветия крупные и разветвлённые, формирующие тяжёлые грозди плодов; их цветки крупнее мужских, чашелистики яйцевидные, немного короче лепестков, завязи субшаровидные. 
Плоды сферические или грушевидные, 4—5 см в диаметре, от оранжево-красных до тёмно-коричневых; тонкий слой губчато-волокнистой мякоти имеет сладкий вкус и пахнет имбирём. Эндосперм семени белый, напоминает слоновую кость. 

## Распространение
Виды рода произрастают в саваннах или полупустынях тропической и субтропической Африки, а также на Мадагаскаре, в горах Южной Аравии, в Западной Азии, на западном побережье Индии и Шри-Ланки.

## Виды
По информации базы данных The Plant List, род включает 8 видов:
- Hyphaene compressa H.Wendl.
- Hyphaene coriacea Gaertn.
- Hyphaene dichotoma (White) Furtado — Гифена дихотомическая
- Hyphaene guineensis Schumach. & Thonn.
- Hyphaene macrosperma H.Wendl.
- Hyphaene petersiana Klotzsch ex Mart.
- Hyphaene reptans Becc.
- Hyphaene thebaica (L.) Mart. — Гифена фивийская, дум-пальма[5]